# Jægerspris Amt
Jægerspris Amt blev oprettet i 1662 af det tidligere Abrahamstrup Len. Amtet bestod kun af et enkelt herred, nemlig Horns samt øen Orø. Amtet blev nedlagt ved reformen af 1793. Orø blev herefter en del af Merløse Herred og Holbæk Amt, mens resten af Horns Herred indgik i Frederiksborg Amt.

## Amtmænd
- ?: Enevold Parsberg